# Silvio Geuna
Silvio Geuna (Chieri, 25 febbraio 1909 – Torino, 20 settembre 1998) è stato un politico, giornalista e religioso italiano.

## Biografia
Capitano di complemento degli Alpini dopo l'8 settembre 1943 passa alla resistenza, il suo ruolo di partigiano è stato decisivo negli anni della Resistenza.
Arrestato dai fascisti, con Valdo Fusi, Paolo Braccini, Eusebio Giambone, Franco Balbis, Cornelio Brosio e Luigi Chignoli, che furono fucilati al Martinetto, rischiò anch'egli la stessa sorte.
Superstite, alla fine della seconda guerra mondiale, ottenne una medaglia d'argento al Valor Militare e due croci di guerra al Merito Partigiano, per aver offerto se stesso, in quanto scapolo, per la condanna all'ergastolo, comminatagli dal Tribunale Speciale Fascista al Processo di Torino convocato per direttissima da Benito Mussolini dal 2 al 3 aprile 1944, in cambio della condanna a morte del generale Giuseppe Perotti, del CLN, che fu tuttavia fucilato nel Poligono del Martinetto.
È entrato nel Terz'Ordine francescano.
Giornalista professionista, laureato in Lettere e Lingue straniere, ha contribuito alla nascita del polo informativo della RAI di Torino, di cui è stato caporedattore.
Negli ultimi suoi anni è stato uno dei professori di religione del liceo Virgilio a Torino.

## Incarichi istituzionali
Dopo la Liberazione, Geuna, cattolico liberale, è stato deputato dell'Assemblea Costituente.
Divenne anche deputato della Camera della Repubblica Italiana.
Al Comune di Torino è stato eletto consigliere e, in seguito, assessore all'Edilizia, svolgendo attività politica dal 1956 al 1975. È da annoverare tra i fondatori della DC piemontese.

## Pubblicazioni
- Le rosse torri di Ivrea - le "mie prigioni" di un combattente della Resistenza , con la prefazione di Amintore Fanfani, edito da Mursia, nel 1977.

## Riconoscimenti
Cittadinanza onoraria da parte del comune di Torino.
A Silvio Geuna è stato dedicato nel 2008 un giardino di Torino, situato tra largo Re Umberto, via Caboto e via Lamarmora.